# Energia Plancka
Energia Plancka – pochodna jednostka energii w naturalnym systemie jednostek oznaczana jako EP.
{\displaystyle E_{P}=m_{P}c^{2}={\sqrt {\frac {\hbar c^{5}}{G}}}\approx 1{,}9561\times 10^{9}} J
gdzie:
{\displaystyle m_{P}} – masa Plancka,
{\displaystyle c} – prędkość światła w próżni,
{\displaystyle \hbar } – zredukowana stała Plancka,
{\displaystyle G} – stała grawitacji.
Energia Plancka obliczana jest na podstawie masy Plancka oraz równania równoważności masy i energii.